# Guldkronad skogssångare
Guldkronad skogssångare (Basileuterus culicivorus) är en fågel i familjen skogssångare inom ordningen tättingar. Fågeln är vida spridd i Central- och Sydamerika. 

## Utseende
Guldkronad skogssångare är en liten skogssångare med likadan dräkt hos båda könen. Ovansidan är gråaktig, undersidan gulaktig. På huvudet syns svaga svartaktiga hjässband som ramar in en gyllene eller matt orangefärgad hjässa. 

## Utbredning och systematik
Guldkronad skogssångare delas in i fyra grupper av fjorton underarter med följande utbredning:
- culicivorus-gruppen
  - Basileuterus culicivorus flavescens – västra Mexiko (Nayarit och västra Jalisco)
  - Basileuterus culicivorus brasierii – östra Mexiko (Nuevo León och Tamaulipas i Hidalgo och norra Veracruz)
  - Basileuterus culicivorus culicivorus – tropiska södra Mexiko (Puebla) till nordvästra Costa Rica
  - Basileuterus culicivorus godmani – södra Costa Rica och västra Panama (i öster till Veraguas)
- cabanisi-gruppen
  - Basileuterus culicivorus indignus – Sierra Nevada de Santa Marta (nordöstra Colombia)
  - Basileuterus culicivorus cabanisi – nordostligaste Colombia (Norte de Santander) och nordvästra Venezuela
  - Basileuterus culicivorus occultus – tropiska och subtropiska områden i Anderna i Colombia
  - Basileuterus culicivorus austerus – östra Andernas östsluttning i Colombia (Boyacá, Cundinamarca och Meta)
- auricapilla-gruppen
  - Basileuterus culicivorus olivascens – nordöstra Venezuela (Sucre, Monagas och Anzoategui) och Trinidad
  - Basileuterus culicivorus segrex – sydöstra Venezuela till västra Guyana och angränsande nordvästra Brasilien
  - Basileuterus culicivorus auricapilla – tropiska centrala Brasilien
  - Basileuterus culicivorus azarae – Paraguay, södra Brasilien, Uruguay och nordöstra Argentina
  - Basileuterus culicivorus viridescens – tropiska östra Bolivia (Santa Cruz)
- Basileuterus culicivorus hypoleucus – låglänta områden från östra Bolivia till nordöstra Paraguay och sydcentrala Brasilien

Sedan 2016 urskiljer Birdlife International och naturvårdsunionen IUCN alla fyra underartsgrupper som egna arter:
- "Strimkronad skogssångare" (Basileuterus culicivorus)
- "Gulkronad skogssångare" (Basileuterus cabanisi)
- "Guldkronad skogssångare" (Basileuterus auricapilla)
- "Vitbukig skogssångare" (Basileuterus hypoleucus)

## Levnadssätt
Guldkronad skogssångare är en aktiv fågel i tropiska städsegröna och delvis lövfällande skogar, i låglänta områden och lägre bergstrakter. Den ses ofta i par lågt eller medelhögt upp i skuggiga skogar med rätt öppen undervegetation. Ofta slår den följe med kringvandrande artblandade flockar. 

## Status
IUCN bedömer hotstatus för underartsgrupperna (eller arterna) var för sig, alla som livskraftiga.

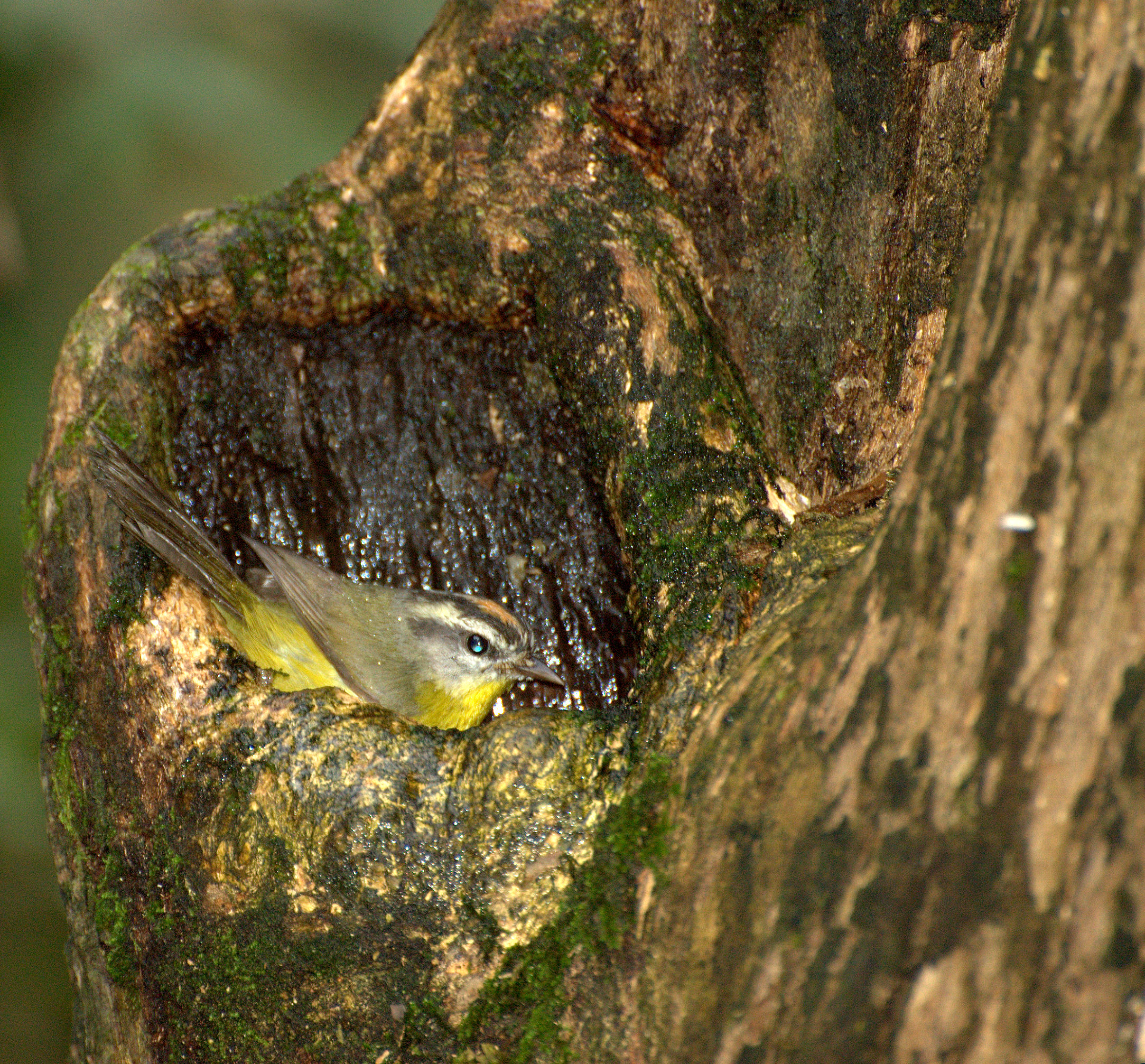
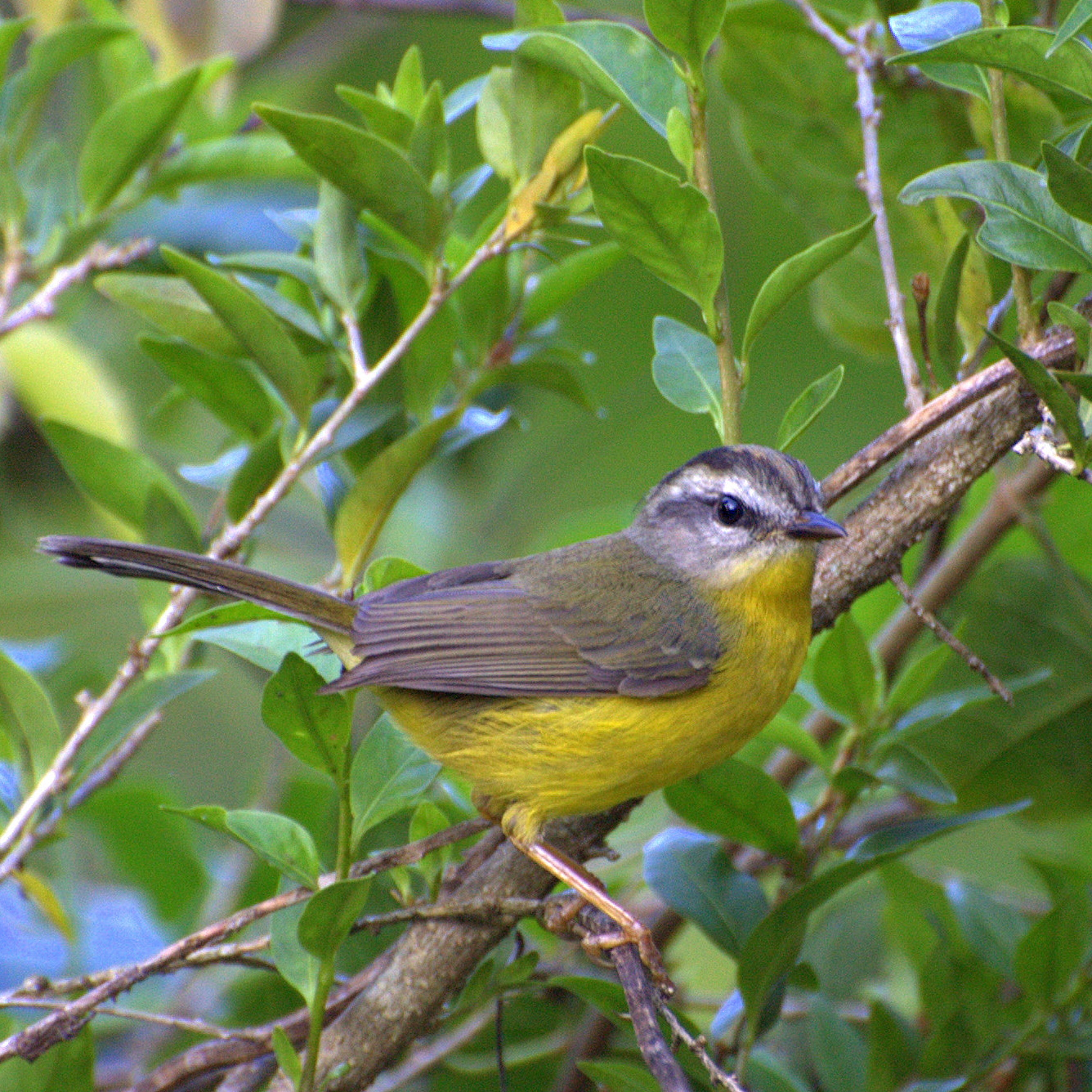